# Polyrhachis hungi
Polyrhachis hungi är en myrart som beskrevs av Bolton 1974. Polyrhachis hungi ingår i släktet Polyrhachis och familjen myror. Inga underarter finns listade i Catalogue of Life.